# 林貞夫
林 貞夫（はやし さだお）は、日本の建築学者、前橋工科大学名誉教授。工学博士（日本大学）。

## 来歴
群馬県立沼田高等学校を経て、1980年に日本大学大学院修士課程を修了した。
木村俊彦構造設計事務所、前橋市立工業短期大学教員を経て、前橋工科大学教授に就任した。2012年に退職して、同大学名誉教授となる。
建築構造についての教科書執筆にも力を入れ、中でも『建築 基礎構造』（2002年）は初学者に好適との評価もあり、実際に大阪工業大学、信州大学ほかの大学で教科書に採用されている。

## 著書
- 『詳解建築構造力学演習』（蜂巣進との共著）共立出版、1984年
- 『建築構造力学: SI対応』共立出版、1997年
- 『建築 基礎構造』共立出版、 2002年